# Pseudomugil majusculus
Pseudomugil majusculus är en fiskart som beskrevs av Walter Ivantsoff och Allen, 1984. Pseudomugil majusculus ingår i släktet Pseudomugil och familjen Pseudomugilidae. IUCN kategoriserar arten globalt som livskraftig. Inga underarter finns listade i Catalogue of Life.